# 島海
島海（拉丁語：Mare Insularum）位于雨海以南，東至哥白尼環形山，西至開普勒環形山，西南與風暴洋相連。最大直徑513公里，面積約20萬平方公里。岛海盆地形成于早雨海世，岛海表面覆蓋的玄武岩則形成于晚雨海世。
"哥白尼环形山"是月球上最引人注目的陨石坑之一，来自開普勒環形山和哥白尼环形山的射纹线伸入島海。弗拉·毛罗环形山附近是阿波罗14号的着陆地点。暑湾则形成月海的东北延伸区。

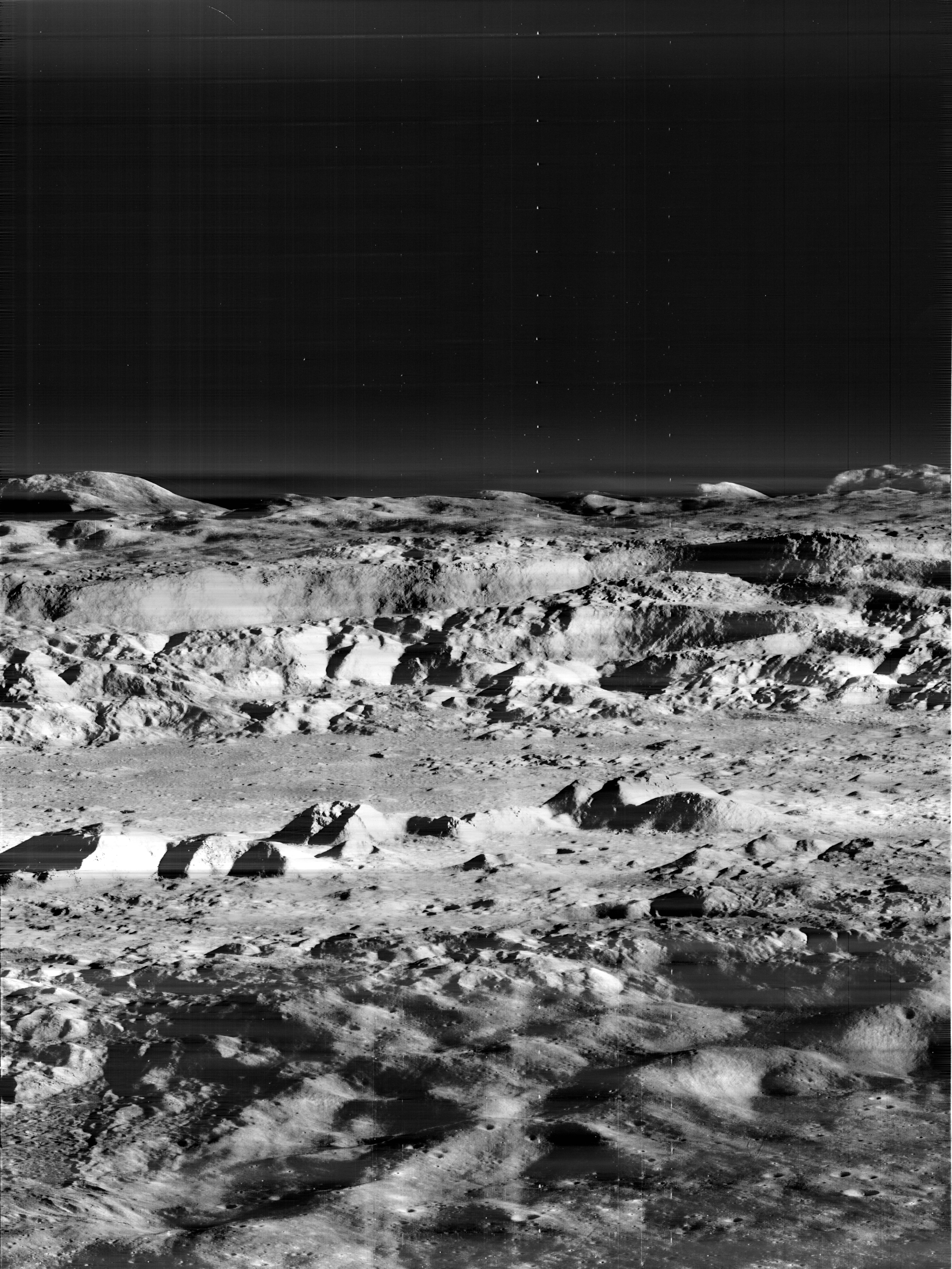
島海
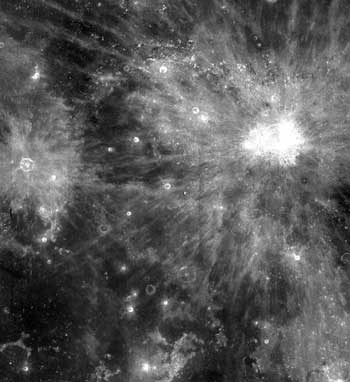
岛海，东邻哥白尼环形山，西接開普勒环形山，西南连接风暴洋。底部可看到知海北侧边缘，弗拉·毛罗环形山是右下角灰斑